# Siegfried Adler (Sänger)

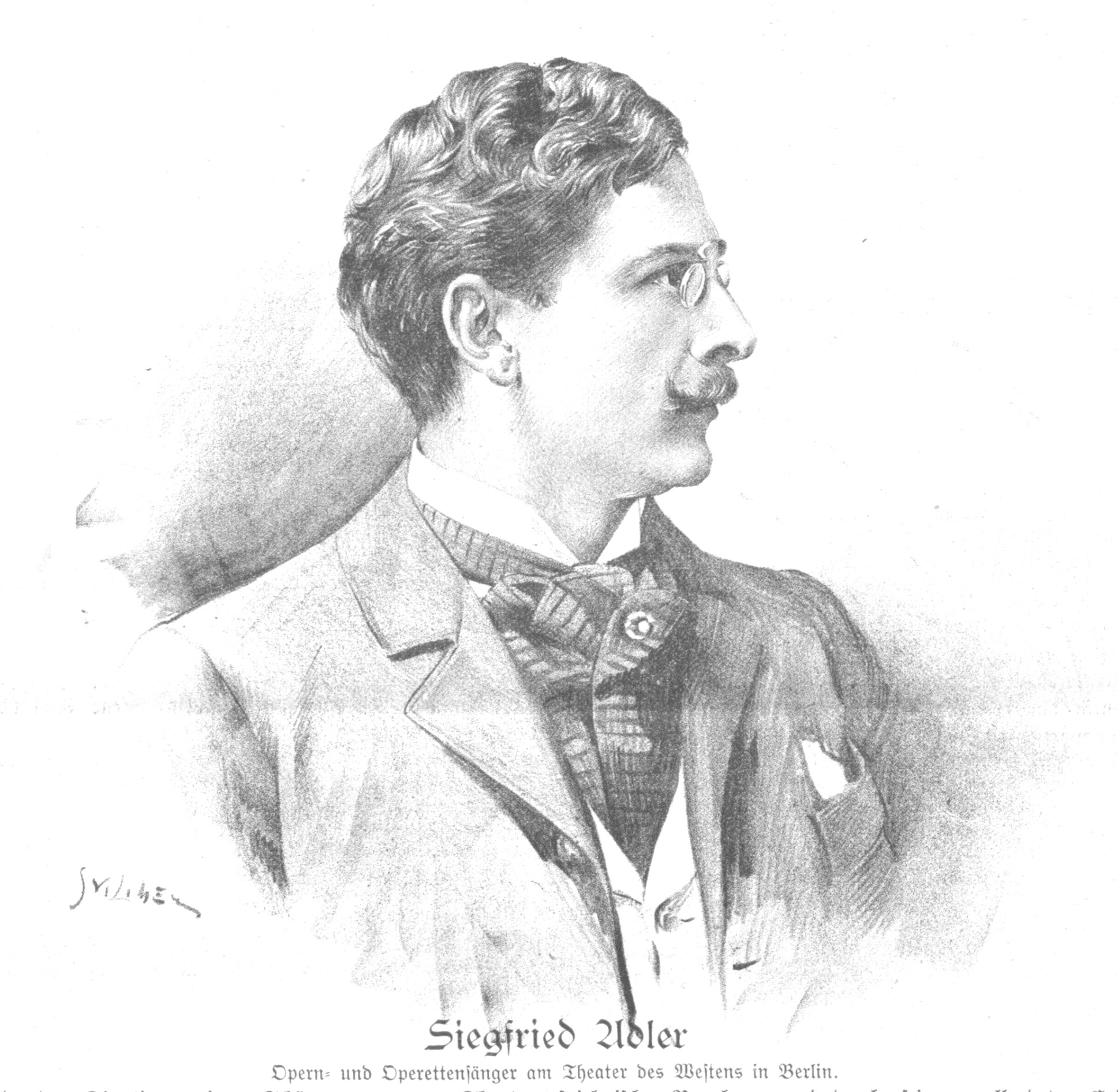
Jan Vilímek: Siegfried Adler, 1902

Siegfried Adler (21. Februar 1871 in Selčan – 28. Februar 1945 in Berlin) war ein österreichischer Opern- und Operettensänger (Tenor).

## Leben und Wirken
Siegfried Adler, Sohn des kaiserlich österreichischen Postmeisters Joachim Adler und dessen Frau Babette geb. Klepetař, war zunächst wie sein Vater im Postdienst tätig. Auf Veranlassung des Intendanten Scharfenstein-Pfeil entschloss er sich, zur Bühne zu gehen und die Sängerlaufbahn einzuschlagen. Er nahm Unterricht bei den Gesangslehrern Wallerstein in Prag und Kroupa in München und trat das erste Mal 1893 in der Titelrolle von Giuseppe Verdis Il trovatore am Stadttheater Pilsen auf.
Nachdem er vier Jahre auf Provinzbühnen tätig gewesen war, kam er an das Sommertheater in Ischl, von dort an das Theater an der Wien und hierauf an das Gärtnerplatztheater in München (Antrittsrolle: Barinkay im Zigeunerbaron). Anschließend wurde er an das Theater des Westens in Berlin verpflichtet. Weitere Stationen waren das Stadttheater Frankfurt am Main (1903/04), das Neue Operettentheater Hamburg (1904/05), das Rembrandt-Theater in Amsterdam (1907/08) und das Wiener Apollo-Theater (1909/10). In der Saison 1911/12 gastierte er mit einem Wiener Operetten-Ensemble in St. Petersburg und Moskau.
1910 trat er bei einem Konzert der Wiener Symphoniker auf, 1920 spielte er im Singfilm Das alte Lied von Karl Otto Krause mit. Sein Repertoire umfasste u. a. den Tamino in Die Zauberflöte, den Wilhelm Meister in Mignon, den Belamy in Das Glöckchen des Eremiten, die Titelrolle in Der Bettelstudent und viele andere mehr.
Über Siegfried Adlers weiteren Lebensweg liegen derzeit nur wenige Informationen vor. Nach der nationalsozialistischen Machtergreifung sah er sich wegen seines jüdischen Familienhintergrunds mit Repressalien konfrontiert. Da er seit 1917 mit der nach NS-Definition als „arisch“ geltenden Martha Strempel verheiratet war, konnte er der drohenden Deportation jedoch entgehen. Er starb zwei Monate vor dem Ende des Zweiten Weltkriegs an einer Embolie im Jüdischen Krankenhaus Berlin.

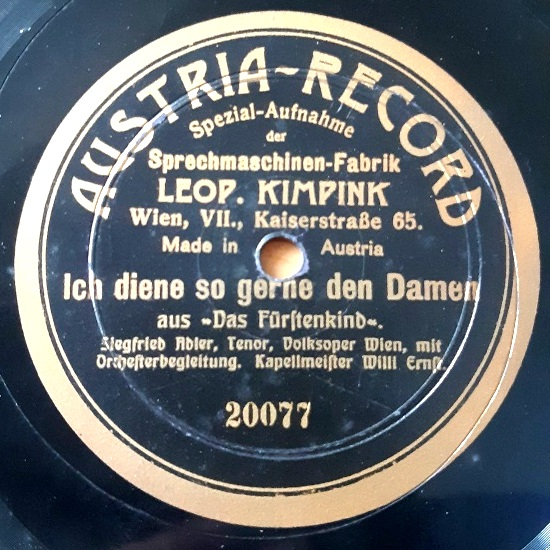
Schallplatte von Siegfried Adler (Wien 1909)

Siegfried Adler hinterließ Aufnahmen für Edison-Walzen (Berlin 1903–04) sowie für Schallplatten bei Lyrophon (Berlin 1905), Kalliope (Wien 1908–09) und Beka (Wien 1909).

## Filmografie
- 1920: Das alte Lied